# Gruppo aeronavale della Guardia di Finanza
Nell'ambito dei suoi compiti d'istituto la Guardia di Finanza si è dotata nel corso degli anni di una componente di alto mare (forza di proiezione) basata sul Gruppo aeronavale della G.d.F. (G.A.N.), posto alle dirette dipendenze del comparto aeronavale. Con il Gruppo Esplorazione Aeromarittima di Pratica di Mare, dotato di velivoli ad ala fissa, è la più complessa articolazione operativa aeronavale delle fiamme gialle.

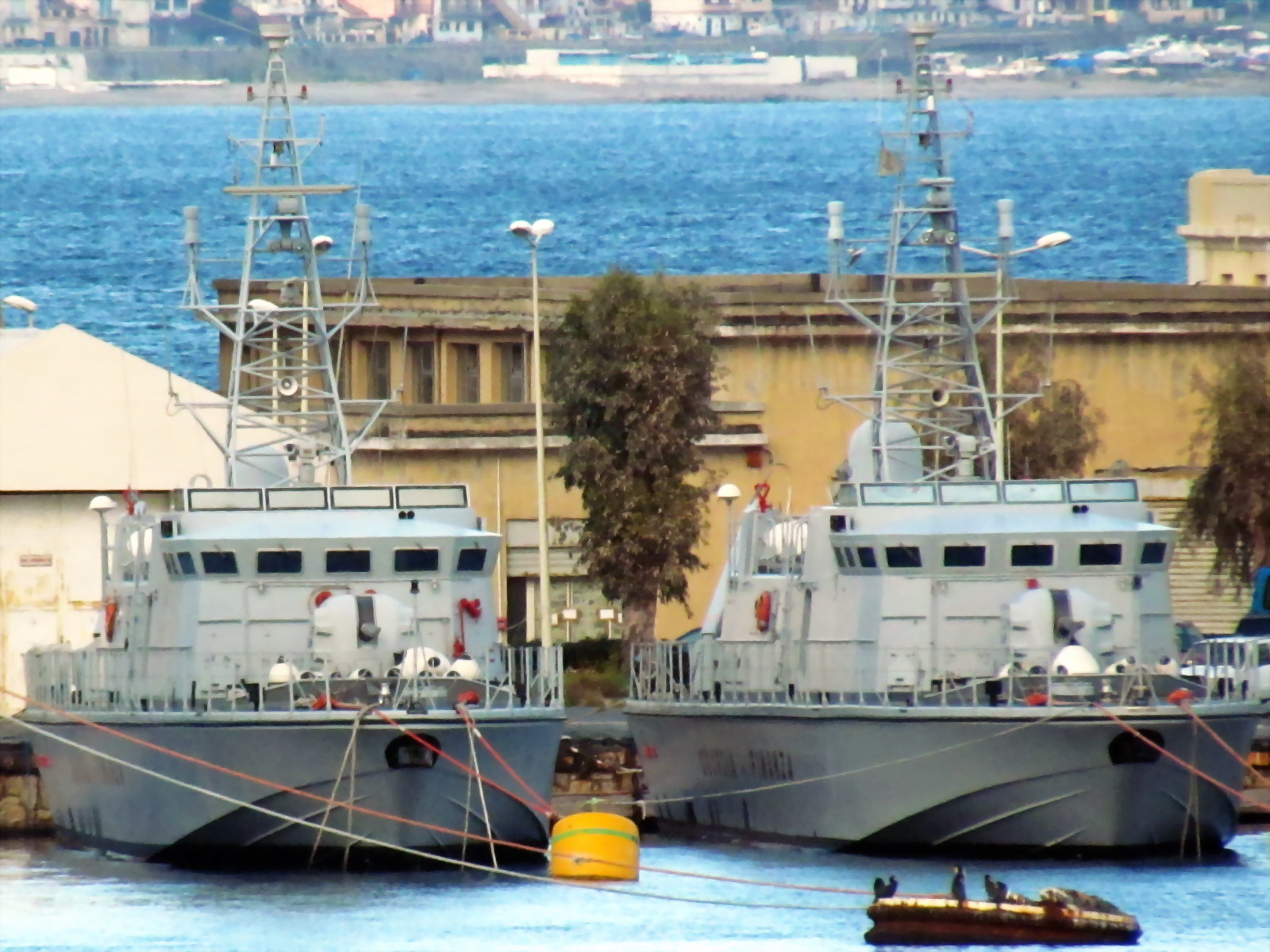
Pattugliatori della GdF al porto di Messina

I Gruppi sono dotati di unità navali ed elicotteri di classe maggiore

## Compiti
Sono assegnati i seguenti compiti:
- vigilanza in alto mare, anche in cooperazione con le omologhe Forze di Polizia europee
- controllo delle frontiere esterne dell’Unione Europea nel bacino del Mediterraneo,
- sicurezza degli scambi commerciali in mare,
- contrasto al traffico di persone, di sostanze stupefacenti, armi, rifiuti tossici e nocivi.
- azione di vigilanza e prevenzione del traffico illegale di migranti

## I Reparti
I Gruppi Aeronavali sono oggi presenti nei porti di:
- Taranto
- Messina
- Cagliari,

Dal 2017 sono stati soppressi i gruppi aeronavali di La Spezia e Trapani.